# Драгомир Пешић
Драгомир Пешић (Футог, 8. јун 1957) српски је филмски и позоришни глумац.

## Биографија
Гимназију завршио у Новом Саду 1976. године. Затим у истом граду је завршио и глумачку академију - одсек глума, 1980. године. Члан је ансамбла драме Српског народног позоришта у Новом Саду од 1981. године.

## Позориште
- Драго, Д. Лесковар: „Слике жалосних догађаја“, режија Слободан Унковски;
- Срета, Јован Стерија Поповић: „Зла жена“ и „Џандељиви муж“ , режија Богдан Рушковић;
- Марцијални, Ј. Игњатовић: „Долња земља“ , режија Дејан Мијача;
- Слуга, В. Гомбрович: „Венчање“ , режија Јежи Јароцки;
- Ђока, Б. Нушић: „Сумњиво лице“ , режија Велимир Животић;
- Вица, Љ. Разумовска: „Драга Јелена Сергејевна“, режија Б. Поповић;
- Господин Мартин, Ежен Јонеско: „Ћелава Певачица“, режија З. Паковић;
- Газда Спаса, Бранислав Нушић: „Сумњиво лице“, режија Дејан Мијач;
- Тикван, будаласти младић, Вилијам Шекспир: „Мера за меру“, режија Дејан Мијач;
- Душан Ковачевић: „Свети Георгије убива аждаху“, режија Егон Савин;
- Прока, Бранислав Нушић: „Ожалошћена породица“, режија Дејан Мијач;
- Федор Кежмарски, државни чиновник, Ђорђе Лебовић: „Раванград“, режија Дејан Мијач;
- Поротник, Драган Станковић: „Пољуби сјај угаслих звезда“, режија Марин Малешевић;
- Тадија, Душан Спасојевић: „Зверињак“, режија Борис Лијешевић;

## Улоге
| Год.     | Назив                                       | Улога                         |
| -------- | ------------------------------------------- | ----------------------------- |
| 1980.-те |                                             |                               |
| 1981.    | Лаф у срцу                                  | Бруцош                        |
| 1981.    | Туга                                        | младић                        |
| 1981.    | Широко је лишће                             | Синиша                        |
| 1982.    | Прогон                                      | Жива                          |
| 1982.    | Саблазан                                    | Риђи                          |
| 1983.    | Велики транспорт                            | Немачки заробљеник            |
| 1985.    | Кво вадис? (мини-серија)                    |                               |
| 1989.    | Тако се калио челик                         |                               |
| 1989.    | Дивљи светац (ТВ)                           | Мика                          |
| 1989.    | Сеобе                                       |                               |
| 1989.    | Балкан експрес 2                            | Лутер                         |
| 1990.-те |                                             |                               |
| 1990.    | Секс - партијски непријатељ бр. 1           | Цвија                         |
| 1991.    | Српски рулет (ТВ)                           |                               |
| 1992.    | Танго аргентино                             |                               |
| 1995.    | Не веруј жени која пуши гитанес без филтера |                               |
| 1998.    | Зла жена (ТВ)                               |                               |
| 2000.-те |                                             |                               |
| 2006.    | Оптимисти                                   |                               |
| 2007.    | Мера за меру (ТВ)                           | Тикван                        |
| 2007.    | Коњи врани                                  | Господин                      |
| 2007.    | Вратиће се роде (серија)                    | Бициклиста                    |
| 2008.    | Бледи месец                                 | Старији адвокат               |
| 2010.-те |                                             |                               |
| 2010.    | Село гори, а баба се чешља (серија)         | Господин Ливингстон           |
| 2010.    | Сва та равница (серија)                     | Арон                          |
| 2012.    | Јагодићи (ТВ серија)                        | Арон                          |
| 2013.    | На путу за Монтевидео                       | Отправник возова у Винковцима |